# Bernard Aldebert
Pour les articles homonymes, voir Aldebert.
Bernard Aldebert, né en 1952, est un généalogiste et historien français spécialiste de la Basse-Navarre.

## Biographie
Bernard Aldebert est conducteur de travaux (École spéciale des travaux publics, du bâtiment et de l'industrie) et  architecte de formation. Il a mené une carrière de journaliste spécialisé dans la construction et l'aménagement. Il a notamment été rédacteur-en-chef adjoint à Le Moniteur, et rédacteur de rapports d'activité du Centre scientifique et technique du bâtiment. 
Généalogiste et historien, il publie de nombreux essais et articles sur des familles et l'histoire. Ses premières publications concernaient la Creuse. Il a également travaillé sur l'Aveyron. Il s'est ensuite plus particulièrement consacré au Pays basque français et plus spécialement la Basse-Navarre.
Il est administrateur de l'association Terres de Navarre,, dont le siège est à Saint-Jean-Pied-de-Port.

### Auteur

#### Essai
- Maisonnisses en Creuse, CGHHML, 2005
- Généalogie de la famille Drouillette, de Maisonnisses
- Harispe avant Harispe : promenade généalogique dans les familles des sociétés cizaine et baïgorritare des XVIIème et XVIIIème siècles, Izpegi, 2012[6],[7]
- Lignées et maisons labourdines
- Généalogies d'Aveyron

#### Collaborations
- Avec la revue Ekaïna[8]
  - Quelques recherches sur la vallée d'Hergaray : Lecumberry, 2003
  - Éléments de l'histoire de Mendive, 2018

- Avec la revue Terres de Navarre[9]
  - La « Maison des Etats de Navarre ». De la légende à la réalité historique, 2021
  - La maison Fourré dite « maison Mansart ». Un début de structuration de la place du marché, 2022
  - La rue d'Espagne, haut lieu du commerce de Saint-Jean-Pied-de-Port, 2023
- Avec la revue Ikuska
  - Et si tous les européens descendaient de Roland !, 2024